# Золотистый лемур
Золоти́стый лему́р (лат. Hapalemur aureus) — млекопитающее из рода кротких лемуров (Hapalemur) семейства Лемуровых (Lemuridae). Распространены только на Мадагаскаре, в районе дождевых лесов на юго-востоке острова. Распространение этих животных тесно связано с произрастанием бамбука.

## Внешний вид
Общая длина тела золотистого лемура достигает 80 см, половина из которой приходится на хвост. Масса тела 1,2—1,6 кг. Мягкий мех средней длины, морда короткая. Голова шаровидной формы, уши короткие и волосатые. Лицо чёрное, с золотисто-жёлтыми бровями, щеками и горлом. У золотых бамбуковых лемуров практически отсутствует половой диморфизм, хотя у самок верхняя часть тела более сероватая.

## Поведение
Золотистые лемуры живут в семейных группах от 2 до 4 животных. Группа состоит из взрослых самцов, взрослых самок и неполовозрелых особей. Лемуры общаются между собой при помощи резкого хрюканья. Ведут древесный образ жизни. Активны ранним утром и вечером, а также ночью. Живут на участках площадью около 80 га.
Золотистые лемуры — травоядные животные. Питаются преимущественно растениями из семейства Злаковых, а также эндемичными для Мадагаскара гигантскими бамбуками — едят листья и побеги этих растений. Золотистые лемуры съедают за день в среднем до 500 г бамбука.
В период размножения золотистые лемуры живут семейными группами, которые состоят из одного самца и одной-двух самок. Это значит, что система спаривания — либо моногамная, либо полигамная.
Спаривание происходит с мая по сентябрь. Беременность длится 135—150 дней. Молодняк рождается в октябре-феврале. В помёте бывает 1—2 детёныша. Новорождённые весят около 32 г. Отлучение от груди происходит в 20-недельном возрасте.
У самцов золотистых лемуров не было зарегистрировано родительского поведения, то есть вся забота о детёнышах предоставляется матери.

## Охранный статус
Это очень редкий вид: всего в природе насчитывается 200—400 особей золотистого лемура. Находятся под угрозой исчезновения в связи с разрушением мест обитания, в частности, от подсечно-огневого земледелия и вырубки лесов. Занесены в приложение I СИТЕС. Охота на этот вид запрещена. Статус МСОП — CR (находящийся под угрозой исчезновения).